# Sakae (Chiba)
Sakae (栄町 Sakae-machi?) es un pueblo en la prefectura de Chiba, Japón, localizado en la parte centro-este de la isla de Honshū, en la región de Kantō. El 1 de marzo de 2021 tenía una población estimada de 19 902 habitantes y una densidad de población de 612 personas por km².

## Geografía
Sakae se encuentra en el extremo norte de la prefectura de Chiba, en las llanuras al sur del río Tone, unos 30 km al norte de la capital de la prefectura, la ciudad de Chiba y 45-55 km al noreste de Tokio.

## Historia
La villa de Sakae fue fundada el 1 de abril de 1889 mediante la fusión de siete pequeñas aldeas del distrito de Shimohabu. El mismo día, se fundó Fukama en el distrito de Inba mediante la fusión de 15 pequeñas aldeas. El 28 de diciembre de 1892, Sakae fue promovida al estatus de pueblo y renombrada Ajiki. El 1 de abril de 1897, el distrito de Shimohabu fue abolido y Ajiki pasó a formar parte del distrito de Inba. El 1 de diciembre de 1955, Ajiki y Fukama se fusionaron para formar Sakae. En un ajuste de fronteras del 1 de enero de 1956, Sakae anexó una porción de la vecina Kawachi en Ibaraki.

## Demografía
Según los datos del censo japonés, la población de Sakae ha disminuido en los últimos 30 años.
| Gráfica de evolución demográfica de Sakae entre 1950 y 2015 |
|                                                             |
| Oficina de Estadísticas de Japón                            |